# إميل ديشان
إميل ديشان (بالفرنسية: Émile Deschamps)‏ هو واضع كلمات الأوبرا وكاتب مسرحي وصحفي وكاتب ومترجم وشاعر فرنسي، ولد في 20 فبراير 1791 في بورج في فرنسا، وتوفي في 23 أبريل 1871 في فرساي في فرنسا.

## وصلات خارجية
- إميل ديشان على موقع الموسوعة البريطانية (الإنجليزية)
- إميل ديشان على موقع ميوزك برينز (الإنجليزية)
- إميل ديشان على موقع ميوزك برينز (الإنجليزية)
- إميل ديشان على موقع ديسكوغز (الإنجليزية)